# Saison 13 de Nouvelle Star
 (octobre 2022).
Si vous disposez d'ouvrages ou d'articles de référence ou si vous connaissez des sites web de qualité traitant du thème abordé ici, merci de compléter l'article en donnant les références utiles à sa vérifiabilité et en les liant à la section « Notes et références ».
 (octobre 2022).
- Si vous ne connaissez pas le sujet, laissez ce bandeau (vous pouvez alors contacter les auteurs).
- Si vous supprimez le contenu mis en cause (vous pouvez préalablement contacter les auteurs),

argumentez précisément cette suppression dans la page de discussion
(un manque de référence n'est pas un argument ; une recherche réelle de référence doit avoir été effectuée, être formellement documentée).
La treizième saison de Nouvelle Star, émission française de téléréalité musicale, est diffusée à partir du 1er novembre 2017 sur M6 et Plug RTL. C'est la neuvième saison de Nouvelle Star diffusée sur M6 ; le programme revient sur la chaîne après quatre saisons sur D8.

## Candidats
Cette saison, 94 candidats ont été sélectionnés par le jury lors des auditions à Paris, Lyon, Bordeaux et Marseille.
Les épreuves du théâtre se déroulent a l'Élysée Montmartre. Lors de l'épreuve des lignes, seuls 40 candidats sont qualifiés pour l'épreuve de la chanson imposée. Il s'ensuit alors l'épreuve des trios à laquelle seuls les 15 meilleurs ont accès. À la fin de l'épreuve, le jury qualifie 9 candidats pour les primes en public puis écoute les six candidats non qualifiés. Trois d'entre eux sont qualifiés pour compléter la liste des 12 finalistes de la Cité du Cinéma.

### Les 12 finalistes
- Si vous ne connaissez pas le sujet, laissez ce bandeau (vous pouvez alors contacter les auteurs).
- Si vous supprimez le contenu mis en cause (vous pouvez préalablement contacter les auteurs),

argumentez précisément cette suppression dans la page de discussion
(un manque de référence n'est pas un argument ; une recherche réelle de référence doit avoir été effectuée, être formellement documentée).
| Candidats    | Vrai nom             | Âge    | Profession          | Ville de casting | Moyenne de notes | Statut                                   | Réf(s). |
| ------------ | -------------------- | ------ | ------------------- | ---------------- | ---------------- | ---------------------------------------- | ------- |
| Xavier       | Xavier Matheu        | 29 ans | Mécanicien          | Marseille        | 15 (2/2)         | Gagnant le 20 décembre 2017              | ,       |
| Yadam        | Yadám Andrés Guevara | 19 ans | Chanteur            | Bordeaux         | 18,5 (1/2)       | Finaliste (2e) le 20 décembre 2017       | ,       |
| Slon         | Claire Merandi       | 22 ans | NC                  | Bordeaux         | 15 (1/2)         | Finaliste (4e) le 20 décembre 2017       |         |
| Mathieu      | Mathieu Canaby       | 19 ans | NC                  | Marseille        | 14,65 (2/2)      | Finaliste (4e) le 20 décembre 2017       |         |
| Lilou        | Lilou Robert         | 17 ans | Lycéenne            | Marseille        | 14,65 (2/2)      | Finaliste (5e) le 20 décembre 2017       |         |
| Kamisa Negra | Camille Pailo        | 24 ans | Chanteuse           | Lyon             | 14,15 (2/2)      | Finaliste (6e) le 20 décembre 2017       |         |
| Victor       | Victor Goun's        | 19 ans | Intervenant musical | Lyon             | 13,05 (2/2)      | Demi-finaliste le 13 décembre 2017       | ,       |
| Ashley       | Ashley Fortes        | 26 ans | Étudiante           | Paris            | 12,9 (2/2)       | Demi-finaliste (8e) le 13 décembre 2017  |         |
| Azza         | Azza Kamaria         | 23 ans | Journaliste mode    | Marseille        | 13,15 (2/2)      | Demi-finaliste (9e) le 13 décembre 2017  |         |
| Ofé          | Ophélie Piche        | 17 ans | Lycéenne            | Marseille        | 11,9 (2/2)       | Demi-finaliste (10e) le 13 décembre 2017 |         |
| Béni         | Béni Radriamandibi   | 17 ans | Lycéen              | Paris            | 12,4 (2/2)       | Demi-finaliste (11e) le 13 décembre 2017 |         |
| Carla        | Carla de Coignac     | 18 ans | Chanteuse           | Bordeaux         | 10,8 (1/1)       | Éliminée le 13 décembre 2017             | ,       |

## Présentation
- Shy'm[11],[12]
- Erika Moulet (Nouvelle Star, ça continue)[12]
- Lola Dubini (Nouvelle Star, ça continue)[12]

## Jury
- Benjamin Biolay
- Cœur de Pirate
- Nathalie Noennec
- Dany Synthé

## Primes en public

### Prime 1 - Mercredi 13 décembre 2017: quart de finale
Les candidats sont notés sur 20 par chacun des jurés.
| Candidat     | Chanson                   | Interprète original          | Notes du jury    | Notes du jury | Notes du jury   | Notes du jury  | Moyenne générale | Classement |
| Candidat     | Chanson                   | Interprète original          | Nathalie Noennec | Dany Synthé   | Benjamin Biolay | Cœur de Pirate | Moyenne générale | Classement |
| ------------ | ------------------------- | ---------------------------- | ---------------- | ------------- | --------------- | -------------- | ---------------- | ---------- |
| Xavier       | Il est où le bonheur      | Christophe Maé               | 13               | 14            | 14              | 15             | 14,0             | 5e         |
| Lilou        | Cry me a river            | Justin Timberlake            | 15               | 13            | 14              | 7              | 12,3             | 8e         |
| Ashley       | Comme toi                 | Jean-Jacques Goldman         | 13               | 11            | 12              | 12             | 12,0             | 11e        |
| Mathieu      | Come together             | The Beatles                  | 15               | 15            | 14              | 13             | 14,3             | 3e         |
| Slon         | Life on Mars              | David Bowie                  | 15               | 13            | 15              | 17             | 15,0             | 2e         |
| Azza         | Au café des délices       | Patrick Bruel                | 10               | 15            | 16              | 16             | 14,3             | 3e         |
| Victor       | Seven Nation Army         | The White Stripes            | 13               | 10            | 11              | 15             | 12,3             | 8e         |
| Carla        | Comme ils disent          | Charles Aznavour             | 14               | 10            | 10              | 9              | 10,8             | 12e        |
| Ofé          | Don't speak               | No Doubt                     | 13               | 10            | 11              | 15             | 12,3             | 8e         |
| Béni         | Let me love you           | DJ Snake feat. Justin Bieber | 13               | 9             | 14              | 18             | 13,5             | 7e         |
| Kamisa Negra | Ne retiens pas tes larmes | Amel Bent                    | 12               | 15            | 13              | 15             | 13,8             | 6e         |
| Yadam        | Si t'étais là             | Louane                       | 17               | 19            | 18              | 20             | 18,5             | 1er        |

Chanson collective
- Marvin Gaye et Tammi Terrell, Ain’t No Mountain High Enough : les 12 candidats

État de la compétition
Carla, ayant eu la moins bonne moyenne du jury, est éliminée.

Les quatre meilleurs candidats s'affrontent ensuite lors de l'épreuve de la « chanson ultime ». Deux d'entre eux, désignés par le jury, sont qualifiés d'office pour la finale.
| Candidat | Chanson             | Interprète original | Décision du jury |
| -------- | ------------------- | ------------------- | ---------------- |
| Slon     | La ballade de Jim   | Alain Souchon       | Finaliste        |
| Mathieu  | All in love is fair | Stevie Wonder       |                  |
| Azza     | One last time       | Ariane Grande       |                  |
| Yadam    | Love me again       | John Newman         | Finaliste        |

### Prime 2 - Mercredi 13 décembre 2017: demi-finale
| Candidat     | Chanson                 | Interprète original        | Notes du jury   | Notes du jury    | Notes du jury | Notes du jury  | Moyenne générale | Classement |
| Candidat     | Chanson                 | Interprète original        | Benjamin Biolay | Nathalie Noennec | Dany Synthé   | Cœur de Pirate | Moyenne générale | Classement |
| ------------ | ----------------------- | -------------------------- | --------------- | ---------------- | ------------- | -------------- | ---------------- | ---------- |
| Azza         | Firework                | Katy Perry                 | 11              | 10               | 12            | 15             | 12,0             | 7e         |
| Xavier       | Ma gueule               | Johnny Hallyday            | 15              | 16               | 16            | 17             | 16,0             | 2e         |
| Ofé          | Come                    | Jain                       | 13              | 11               | 12            | 10             | 11,5             | 8e         |
| Victor       | Just the way you are    | Bruno Mars                 | 12              | 14               | 13            | 16             | 13,8             | 5e         |
| Ashley       | Simply the best         | Tina Turner                | 14              | 14               | 13            | 14             | 13,8             | 5e         |
| Mathieu      | Time after time         | Cyndi Lauper               | 16              | 15               | 14            | 15             | 15,0             | 3e         |
| Kamisa Negra | Clown                   | Soprano                    | 14              | 12               | 15            | 17             | 14,5             | 4e         |
| Lilou        | Les moulins de mon cœur | Michel Legrand             | 17              | 16               | 17            | 18             | 17,0             | 1re        |
| Béni         | I feel it coming        | The Weeknd feat. Daft Punk | 13              | 10               | 11            | 11             | 11,3             | 9e         |

Chanson collective
- U2, One : Yadam et Slon

État de la compétition
- Qualifiés : Lilou • Xavier • Mathieu • Kamisa Negra
- Éliminés : Béni • Ofé • Azza • Victor • Ashley

### Prime 3 - Mercredi 20 décembre: la finale en direct
L'émission se déroule en trois parties :
- une chanson où le jury décide qui sont les deux candidats à devenir finalistes sur les quatre qualifiés du précédent prime. Ces deux candidats rejoignent Yadam et Slon, directement qualifiés après le premier prime en public
- la finale où le public qualifie deux candidats pour la dernière épreuve
- le duel final où le public décide qui est la Nouvelle Star.

Les notes disparaissent pour laisser place aux cultissimes couleurs bleu/rouge.
Chanson collective
- Gossip, Heavy Cross : Yadam et Slon

#### Partie 1
| Candidat     | Chanson                        | Interprète original   | Décision du jury |
| ------------ | ------------------------------ | --------------------- | ---------------- |
| Mathieu      | This love                      | Maroon 5              | Finaliste        |
| Kamisa Negra | Back to black                  | Amy Winehouse         | Éliminée         |
| Xavier       | Sittin' on the dock of the bay | Otis Redding          | Finaliste        |
| Lillou       | I put a spell on you           | Screamin' Jay Hawkins | Éliminée         |

#### Partie 2: la finale
| Candidat | Chanson                   | Interprète original | Vote du jury    | Vote du jury     | Vote du jury | Vote du jury   |
| Candidat | Chanson                   | Interprète original | Benjamin Biolay | Nathalie Noennec | Dany Synthé  | Cœur de Pirate |
| -------- | ------------------------- | ------------------- | --------------- | ---------------- | ------------ | -------------- |
| Slon     | Another brick in the wall | Pink Floyd          |                 |                  |              |                |
| Yadam    | Utile                     | Julien Clerc        |                 |                  |              |                |
| Xavier   | It's a man's man's world  | James Brown         |                 |                  |              |                |
| Mathieu  | Dont stop me now          | Queen               |                 |                  |              |                |

État de la compétition (Vote n°1 des téléspectateurs)
- Qualifiés pour le duel final : Yadam • Xavier
- Éliminés : Slon • Mathieu

#### Partie 3: le duel final
| Candidat | Chanson           | Interprète original |
| -------- | ----------------- | ------------------- |
| Yadam    | Halo              | Beyoncé             |
| Xavier   | Vivre ou survivre | Daniel Balavoine    |

État de la compétition (Vote n°2 des téléspectateurs)
- Vainqueur de la Nouvelle Star 2017 : Xavier
- Finaliste ultime : Yadam

## Audiences

### Nouvelle Star
| Épisode | Date de diffusion                                        | Audience moyenne                                     | Audience moyenne                                     | Référence                                            |
| Épisode | Date de diffusion                                        | Téléspectateurs                                      | PDM                                                  | Référence                                            |
| ------- | -------------------------------------------------------- | ---------------------------------------------------- | ---------------------------------------------------- | ---------------------------------------------------- |
| 1       | Mercredi 1er novembre 2017 (Casting 1)                   | 2 549 000                                            | 11,9 %                                               | [ a 1 ]                                              |
| 2       | Mercredi 8 novembre 2017 (Casting 2)                     | 1 840 000                                            | 8,8 %                                                | [ a 2 ]                                              |
| 3       | Mercredi 15 novembre 2017 (Casting 3)                    | 1 870 000                                            | 9,1 %                                                | [ a 3 ]                                              |
| 4       | Mercredi 22 novembre 2017 (Casting 4 et Theâtre, jour 1) | 2 054 000                                            | 10,6 %                                               | [ a 4 ]                                              |
| 5       | Mercredi 29 novembre 2017 (Théâtre, jours 2 et 3)        | 1 810 000                                            | 9,3 %                                                | [ a 5 ]                                              |
| -       | Mercredi 6 décembre 2017                                 | Déprogrammé en raison d'un hommage à Johnny Hallyday | Déprogrammé en raison d'un hommage à Johnny Hallyday | Déprogrammé en raison d'un hommage à Johnny Hallyday |
| 6       | Mercredi 13 décembre 2017 (Primes 1 et 2)                | 1 279 000                                            | 6,3 %                                                | [ a 6 ]                                              |
| 7       | Mercredi 20 décembre 2017 (La Finale en direct)          | 1 341 000                                            | 6 %                                                  | [ a 7 ]                                              |

| Épisode | Date de diffusion                                              | Audience moyenne                                     | Audience moyenne                                     | Référence                                            |
| Épisode | Date de diffusion                                              | Téléspectateurs                                      | Part de Marché                                       | Référence                                            |
| --- | -------------------------------------------------------------- | ---------------------------------------------------- | ---------------------------------------------------- | ---------------------------------------------------- |
| 1 | Dimanche 5 novembre 2017 (Casting 1)                           | 212 138                                              | 13,4 %                                               | [ a 8 ]                                              |
| 2 | Dimanche 12 novembre 2017 (Casting 2)                          | 228 164                                              | 14,5 %                                               | [ a 9 ]                                              |
| 3 | Dimanche 19 novembre 2017 (Casting 3)                          | 189 744                                              | 11,1 %                                               | [ a 10 ]                                             |
| 4 | Dimanche 26 novembre 2017 (Casting 4/Théâtre Jour 1)           | 232 039                                              | 14 %                                                 | [ a 11 ]                                             |
| À cette date, l'émission est diffusée en seconde partie de soirée, à la suite d'audiences jugées insuffisantes. |                                                                |                                                      |                                                      |                                                      |
| 5 | Dimanche 3 décembre 2017 (Théâtre, jours 2 et 3)               | NC                                                   | NC                                                   |                                                      |
| - | Dimanche 10 décembre 2017                                      | Déprogrammé en raison d'un hommage à Johnny Hallyday | Déprogrammé en raison d'un hommage à Johnny Hallyday | Déprogrammé en raison d'un hommage à Johnny Hallyday |
| 6 | Dimanche 17 décembre 2017 (Primes 1 et 2)                      | 184 430                                              | NC                                                   | [ a 13 ]                                             |
| 7 | Mercredi 20 décembre 2017 (La Finale en différé de 30 minutes) | 140 710                                              | NC                                                   | [ a 14 ]                                             |

### Audiences
1. ↑  « Audiences : "Esprits criminels" leader en baisse, "Nouvelle Star" déçoit, Arte en forme », sur ozap.com, 2 novembre 2017.
2. ↑  « Audiences : "Esprits criminels" leader, "Nouvelle Star" sous les 2 millions, Cyril Hanouna et l'ostéoporose en forme », sur ozap.com, 9 novembre 2017.
3. ↑  « Audiences : "Esprits criminels" devant le final de "Nina", "Nouvelle Star" se stabilise, Griezmann fédère », sur ozap.com, 16 novembre 2017.
4. ↑  « Audiences : "Esprits criminels" leader, "Nouvelle Star" remonte, France 4 et Arte en forme », sur ozap.com, 23 novembre 2017.
5. ↑  « Audiences : "Esprits criminels" devant "On va s'aimer", "Nouvelle Star" au plus bas, carton pour PSG-Troyes », sur ozap.com, 30 novembre 2017.
6. ↑  « Audiences : La finale de "DALS" large leader, catastrophe pour "Nouvelle Star" battue par France 5 », ozap.com,‎ 14 décembre 2017 (lire en ligne, consulté le 16 décembre 2017).
7. ↑  « Audiences : "Esprits criminels leader devant France 3, "Nouvelle Star" s'achève dans l'indifférence », sur ozap.com, 21 décembre 2017.
8. ↑  « TOP 5 audiences », sur cinétélérevue.be, 6 novembre 2017.
9. ↑  « TOP 5 audiences », sur cinétélérevue.be, 13 novembre 2017.
10. ↑  « TOP 5 audiences », sur cinétélérevue.be, 20 novembre 2017.
11. ↑  « TOP 5 audiences », sur www.cinetelerevue.be (consulté le 17 décembre 2017).
12. ↑  « Nouvelle Star, au placard », 21 novembre 2017.
13. ↑  « Résultats du 17 décembre 2017 », sur cim.be (consulté le 17 mai 2022).
14. ↑  « Résultats du 20 décembre 2017 », sur cim.be (consulté le 17 mai 2022).